# Fußball-Europameisterschaft der Frauen 2025/Frankreich
Dieser Artikel behandelt die Französische Fußballnationalmannschaft der Frauen bei der Europameisterschaft 2025.
Für die Französinnen – in Anlehnung an die Männernationalelf auch als les Bleues („Die weiblichen Blauen“) bezeichnet – bedeutet das Turnier in der Schweiz die achte Endrundenteilnahme bei einer kontinentalen Meisterschaft in Folge; zuerst war ihnen dies 1997 gelungen.

## Qualifikation
| Pl. | Team       | Sp. | S | U | N | Tore  | P. |
| --- | ---------- | --- | - | - | - | ----- | -- |
| 1   | Frankreich | 6   | 4 | 0 | 2 | 08:07 | 12 |
| 2   | England    | 6   | 3 | 2 | 1 | 08:05 | 11 |
| 3   | Schweden   | 6   | 2 | 2 | 2 | 06:04 | 08 |
| 4   | Irland     | 6   | 1 | 0 | 5 | 04:10 | 03 |

Die Französinnen trafen in der Qualifikationsgruppe A3 auf den amtierenden Europameister England sowie Schweden und Irland.
Dabei kamen die Bleues zu folgenden Ergebnissen:
Frankreich – Irland 1:0 und 1:3
Schweden – Frankreich 0:1 und 1:2
England – Frankreich 1:2 und 2:1
Die Qualifikationsspiele fanden von April bis Juli 2024 statt. Da sich die beiden erfolgreichsten Teams der Gruppe direkt für die Endrunde qualifizierten und England sich von Schweden zweimal unentschieden trennte, stand bereits nach dem fünften Spieltag fest, dass die Französinnen an der EM-Endrunde teilnehmen würden. Entsprechend änderte selbst die abschließende Niederlage in Irland nichts mehr an ihrem Gruppensieg. Der allerdings wurde seit 2001 noch nie derart minimalistisch erreicht wie diesmal: Die Zahl der erzielten Treffer – sowohl absolut als auch der Mittelwert pro Spiel – und die Tordifferenz extrem gering, zwei Niederlagen und die Tatsache, dass Frankreich ausschließlich Siege mit einem Tor Vorsprung feiern konnte, hatte es zuvor noch nicht gegeben.
| Peyraud-Magnin Périsset (Bacha) Lakrar Renard (De Almeida) Karchaoui Geyoro (Henry) Dali Toletti D. Cascarino (Becho) Katoto Diani (Baltimore) Qualifikations-Stammelf |

In den sechs Spielen hatte Trainer Hervé Renard folgende 24 Spielerinnen eingesetzt, wobei in Klammern die jeweilige Zahl an Startelfberücksichtigungen plus Einwechslungen (mit kleinem e) angegeben ist:
Tor: Pauline Peyraud-Magnin (5), Constance Picaud (1)
Abwehr: Maëlle Lakrar (5+1e), Sakina Karchaoui (4+1e), Wendie Renard (4+1e), Ève Périsset (2+3e), Selma Bacha (4), Élisa De Almeida (3+1e), Griedge Mbock Bathy (3), Estelle Cascarino (1), Thiniba Samoura (1)
Mittelfeld: Amandine Henry (2+4e), Kenza Dali (5), Onema Grace Geyoro (4+1e), Sandie Toletti (4+1e), Léa Le Garrec (1+2e)
Angriff: Kadidiatou Diani (5+1e), Marie-Antoinette Katoto (4+2e), Delphine Cascarino (4+2e), Vicki Becho (1+4e), Sandy Baltimore (1+3e), Eugénie Le Sommer (1+1e), Julie Dufour (1), Louna Ribadeira (1e)
Frankreichs 8 Treffer erzielten Katoto (3), Karchaoui, Renard, Diani, De Almeida und Becho (jeweils 1).
Bemerkenswert ist, dass von den elf Stammkräften in der Abbildung links neun auch bereits zur ersten Elf während der Qualifikation für die EM 2022 gehörten. Der Trainer hat von seiner Vorgängerin Corinne Diacre lediglich Aïssatou Tounkara (dafür Lakrar) und Charlotte Bilbault (dafür Dali) nicht übernommen.
Hervé Renard, der die Verantwortung für das enttäuschende Abschneiden seiner Frauen beim direkt nach den Qualifikationsspielen beginnenden olympischen Turnier in Paris auf sich nahm, trat im August 2024 von seinem Posten zurück und wurde durch einen seiner Assistenten, Laurent Bonadei, ersetzt.

## EM-Vorbereitung
Der außerordentlich enge Terminkalender im ersten Halbjahr 2025 war im Wesentlichen durch sechs Pflichtspiele in der Nations League gefüllt, bei denen die Französinnen bis zum 3. Juni auf Norwegen, Island und die Schweiz trafen, gegen die sie sämtliche sechs Partien gewannen. In den anschließenden vier Wochen bis zum ersten EM-Spiel begann die unmittelbare Vorbereitung auf die Endrunde. Zeit für die erforderliche Regeneration nach Saisonende in den europäischen Ligen blieb den Spielerinnen somit kaum.
Ende Mai machte Bonadei durch seinen Verzicht darauf, die drei Mittdreißigerinnen Wendie Renard, Eugénie Le Sommer und Kenza Dali in seinen Kader für zwei Nations-League-Partien aufzunehmen, deutlich, dass er das französische Team schon vor dem Turnier in der Schweiz verjüngen will. Diese einschneidenden Personalentscheidungen stießen in den heimischen Medien überraschenderweise auf breites Verständnis und viel Zustimmung; beispielsweise führte Ouest France an, dass die Nationalfrauschaft ohne diese Drei in jüngster Zeit nicht erfolgloser abgeschnitten habe als mit ihnen, zumal Verletzungen immer wieder ihren Einsatz verhindert hätten. Le Monde sprach von einem „riskanten Manöver“, ohne Bonadeis Schritt zu kritisieren. Eine Befragung unter Anhängern der Nationalelf im Dauphiné Libéré ergab einerseits häufige Enttäuschung, weil „damit eine Ära zuende“ gehe, aber auch Zustimmung für diese auf die Zukunft gerichtete Maßnahme. Heftigere öffentliche Kritik erntete Laurent Bonadei lediglich aus der Anonymität der Sozialen Medien. Auf Seiten der betroffenen Spielerinnen äußerte Le Sommer ihr Bedauern nur graphisch mit einem gebrochenen Herzen in ihrem Instagram-Account, während Dali gegenüber dem Guardian deutlichere Worte fand, ihre Kritik („Es sind eine Menge Lügen erzählt worden“) präzise aber erst nach der EM veröffentlichen wolle, um die Spielerinnen in ihrer Konzentration und Vorbereitung auf das Turnier nicht zu stören. Renard hatte lange geschwiegen, ehe sie ihre Ausbootung Anfang Juli als „unverständlich und ungerecht“ bezeichnete.
Nach Bekanntgabe des EM-Aufgebots am 5. Juni kamen die Spielerinnen mit Ausnahme von Delphine Cascarino, die bis Ende Juni noch in der US-Liga benötigt wurde, am 11. Juni 2025 in Biarritz für die eigentliche Vorbereitung zusammen. Dazu gehörten auch zwei letzte Tests gegen Belgien (5:0-Sieg) und Brasilien (3:2 nach 0:2-Rückstand), womit Frankreich seine letzten acht Spiele vor EM-Beginn in Serie für sich entschieden hat (letzte Niederlage Anfang Dezember 2024 gegen Spanien).
Am 28. Juni bezogen die Bleues ihr Quartier in einem Vier-Sterne-Hotel in Heiden; ihr Trainingsgelände lag in Staad und somit ebenfalls zwischen Bodensee und St. Gallen.

## Aufgebot

### Spielerinnen- und Trainertableau
Nachdem Trainer Bonadei bereits sechs Wochen vor Turnierbeginn seinen Verzicht auf drei langjährige „Korsettstangen“ – addiert bringen Renard, Dali und Le Sommer es auf 444 A-Länderspiele mit 146 Toren – begründet und in die Praxis umgesetzt hatte, gab es für ihn nur noch eine Personalentscheidung zu treffen. Dabei entschied er sich für Kelly Gago und gegen Kessya Bussy, weil Erstere „Linksfuß und stärker im Kopfballspiel“ sei.
 Sodann berief er folgenden Kreis:
| Nr.                    | Spielerin               | Verein (a)              | Geburtstag    | Länder- spiele (Tore) (b)0 | frü- here EM (c) | EM- Spiele 2025 (d) | Spiel- minu- ten | Tore          | Gelbe Karten  | Gelb-Rote Karten | Rote Karten   |
| Torhüterinnen          | Torhüterinnen           | Torhüterinnen           | Torhüterinnen | Torhüterinnen              | Torhüterinnen    | Torhüterinnen       | Torhüterinnen    | Torhüterinnen | Torhüterinnen | Torhüterinnen    | Torhüterinnen |
| ---------------------- | ----------------------- | ----------------------- | ------------- | -------------------------- | ---------------- | ------------------- | ---------------- | ------------- | ------------- | ---------------- | ------------- |
| 01                     | Justine Lerond          | Montpellier HSC         | 29.02.2000    | 00 0(0)                    |                  |                     |                  |               |               |                  |               |
| 16                     | Pauline Peyraud-Magnin  | Juventus Turin (ITA)    | 17.03.1992    | 065 0(0)                   | 5 (0)            | 4                   | 390              |               | 1             |                  |               |
| 21                     | Constance Picaud        | FC Fleury               | 05.07.1998    | 013 0(0)                   |                  |                     |                  |               |               |                  |               |
| Abwehrspielerinnen     |                         |                         |               |                            |                  |                     |                  |               |               |                  |               |
| 13                     | Selma Bacha             | OL Lyonnes              | 09.11.2000    | 046 0(3)                   | 5 (0)            | 4                   | 226              |               | 1             |                  |               |
| 23                     | Lou Bogaert             | Paris FC                | 25.06.2004    | 04 0(0)                    |                  | 2                   | 044              |               |               |                  |               |
| 05                     | Élisa De Almeida        | Paris Saint-Germain FC  | 11.01.1998    | 044 0(5)                   |                  | 3                   | 282              |               |               |                  |               |
| 02                     | Maëlle Lakrar           | Real Madrid (SPA)       | 27.05.2000    | 030 0(3)                   |                  | 2                   | 210              |               | 1             |                  |               |
| 19                     | Griedge Mbock Bathy     | Paris Saint-Germain FC  | 26.02.1995    | 092 0(8)                   | 6 (1)            | 1                   | 084              |               |               |                  |               |
| 22                     | Melween N’Dongala       | Paris FC                | 06.09.2004    | 03 0(0)                    |                  | 4                   | 119              |               |               |                  |               |
| 03                     | Thiniba Samoura         | Paris Saint-Germain FC  | 11.02.2004    | 07 0(0)                    |                  | 2                   | 180              |               |               |                  |               |
| 04                     | Alice Sombath           | OL Lyonnes              | 16.10.2003    | 04 0(0)                    |                  | 4                   | 295              |               |               |                  |               |
| Mittelfeldspielerinnen |                         |                         |               |                            |                  |                     |                  |               |               |                  |               |
| 08                     | Onema Grace Geyoro      | Paris Saint-Germain FC  | 02.07.1997    | 099 (21)                   | 8 (3)            | 4                   | 308              | 2             |               |                  |               |
| 18                     | Oriane Jean-François    | FC Chelsea (ENG)        | 14.08.2001    | 014 0(0)                   |                  | 3                   | 300              |               |               |                  |               |
| 07                     | Sakina Karchaoui        | Paris Saint-Germain FC  | 26.01.1996    | 089 0(3)                   | 9 (0)            | 4                   | 302              | 1             |               |                  |               |
| 10                     | Amel Majri              | OL Lyonnes              | 25.01.1993    | 079 (12)                   |                  | 2                   | 098              | 1             |               |                  |               |
| 06                     | Sandie Toletti          | Real Madrid (SPA)       | 13.07.1995    | 069 0(3)                   | 5 (0)            | 3                   | 147              | 1             |               |                  |               |
| Angreiferinnen         |                         |                         |               |                            |                  |                     |                  |               |               |                  |               |
| 17                     | Sandy Baltimore         | FC Chelsea (ENG)        | 19.02.2000    | 043 0(9)                   | 2 (0)            | 4                   | 219              | 1             |               |                  |               |
| 20                     | Delphine Cascarino      | San Diego Wave FC (USA) | 05.02.1997    | 076 (14)                   | 5 (1)            | 3                   | 207              | 2             |               |                  |               |
| 11                     | Kadidiatou Diani        | OL Lyonnes              | 01.04.1995    | 114 (30)                   | 9 (1)            | 4                   | 206              | 1             | 1             |                  |               |
| 15                     | Kelly Gago              | FC Everton (ENG)        | 05.01.1999    | 06 0(2)                    |                  | 1                   | 024              |               | 1             |                  |               |
| 12                     | Marie-Antoinette Katoto | OL Lyonnes              | 01.11.1998    | 055 (38)                   | 2 (1)            | 4                   | 222              | 2             |               |                  |               |
| 09                     | Melvine Malard          | Manchester United (ENG) | 28.06.2000    | 029 0(9)                   | 5 (1)            | 3                   | 139              |               |               |                  |               |
| 14                     | Clara Matéo             | Paris FC                | 28.11.1997    | 037 0(7)                   | 4 (0)            | 4                   | 168              | 1             |               |                  |               |
| Trainerstab            |                         |                         |               |                            |                  |                     |                  |               |               |                  |               |
| Laurent Bonadei        | Laurent Bonadei         | Cheftrainer             | 03.11.1969    | 012                        |                  |                     |                  |               |               |                  |               |
| Stéphane Saillant      | Stéphane Saillant       | Assistenztrainer        | 17.07.1972    |                            |                  |                     |                  |               |               |                  |               |
| Sabrina Viguier        | Sabrina Viguier         | Assistenztrainerin      | 04.01.1981    |                            |                  |                     |                  |               |               |                  |               |
| Lionel Letizi          | Lionel Letizi           | Torwarttrainer          | 28.05.1973    |                            |                  |                     |                  |               |               |                  |               |

Für Diani, Geyoro, Karchaoui, Mbock und Toletti – Letztere 2017 allerdings ohne Einsatz – ist dies bereits die dritte Teilnahme an einer Europameisterschaft, für Bacha, Baltimore, Cascarino, Katoto, Malard, Matéo und Peyraud-Magnin die zweite. Majri – zweitälteste Französin, die seit 2015 immerhin schon bei drei Weltmeisterschaften dabei war – hingegen feiert eine späte EM-Premiere, nachdem sie 2017 kurz vor EM-Beginn aufgrund einer Verletzung wieder aus dem Aufgebot gestrichen werden musste und 2022 ebenfalls aus Verletzungsgründen gar nicht erst berücksichtigt worden war.
Älteste Spielerin ist bei Turnierbeginn die Stammtorhüterin Peyraud-Magnin mit 33 Jahren und drei Monaten, jüngste mit 20 Jahren und zehn Monaten N’Dongala. Das Durchschnittsalter aller 23 Bleues beträgt 26 ½ Jahre.
Lyon, Paris Saint-Germain (je fünf), der Paris FC (drei), Real Madrid und Chelsea (je zwei) stellen die meisten Spielerinnen ab.
Bonadeis Trainerstab gehört mit Sabrina Viguier eine Frau mit großer Turniererfahrung an. Als Spielerin hatte sie zwischen 2001 und 2012 an drei Europa-, zwei Weltmeisterschaften und einem olympischen Fußballturnier teilgenommen.

### Prämienregelung
Für diese EM hat die UEFA die teilnehmenden Verbände erstmals verpflichtet, mindestens 30 % der von ihr ausgeschütteten Prämien an die Spielerinnen weiterzuleiten, bei Erreichen der K.o.-Runde 35 %. Diese Zahlungen setzten sich wiefolgt zusammen (Angaben jeweils in Euro): 1,8 Mio. für die Qualifikation, jeweils 100.000 pro Sieg beziehungsweise 50.000 für ein Unentschieden, 550.000 für das Erreichen des Viertelfinals, 700.000 des Halbfinals, 850.000 des Endspiels und 1,75 Mio. für die Europameisterinnen. Im günstigsten Fall ergibt das 5,1 Mio. Euro, was eine Steigerung gegenüber der vorangehenden EM um 155 % bedeutet, aber immer noch weit unterhalb der Prämien bei Männermeisterschaften liegt. Der französische Verband FFF hat mit dem Erreichen des Viertelfinals 2,65 Mio. Euro eingenommen. Zudem erhielten die abstellenden Vereine von der UEFA eine Entschädigung in Höhe von 657 Euro pro Anwesenheitstag und Spielerin.

## Endrundenspiele
Bei der Auslosung der Vorrundengruppen Mitte Dezember 2024 bekam das gerade auf Weltranglistenplatz 11 abgerutschte, aber dennoch als Gruppenkopf gesetzte Frankreich erneut die Engländerinnen (zu diesem Zeitpunkt auf Platz 4 der Rangliste), die Niederlande (Platz 10) und Wales (Platz 30) in der Gruppe D zugeteilt. Laurent Bonadei kommentierte die schwierige Aufgabe gegen zwei Mannschaften, die bereits einen Europameisterstern tragen, man habe sich auch schon in der Qualifikation in einer „sogenannten Todesgruppe“ durch- und an die Spitze gesetzt. Die Aufgabe, den „Viertelfinal-Fluch“ zu brechen, erschien jedenfalls anspruchsvoll. 

### Gruppenphase
Vor diesen Spielen fiel die französische Bilanz gegen ihre Kontrahentinnen positiv aus: Gegen England 13 Siege, neun Remis und fünf Niederlagen, gegen Wales fünf Siege und ein Unentschieden, gegen die Niederlande 14 Siege, sieben Remis und elf Niederlagen.
| Pl. | Team        | Sp | S | U | N | Tore  | P. |
| --- | ----------- | -- | - | - | - | ----- | -- |
| 1   | Frankreich  | 3  | 3 | 0 | 0 | 11:04 | 9  |
| 2   | England     | 3  | 2 | 0 | 1 | 11:03 | 6  |
| 3   | Niederlande | 3  | 1 | 0 | 2 | 05:09 | 3  |
| 4   | Wales       | 3  | 0 | 0 | 3 | 02:13 | 0  |

| 5. Juli 2025 (Zürich, Letzigrund, 22.542 Z.)     |   |             |           |
| Frankreich                                       | – | England     | 2:1 (2:0) |
| 9. Juli 2022 (St. Gallen, Arena, 15.886 Z.)      |   |             |           |
| Frankreich                                       | – | Wales       | 4:1 (2:1) |
| 13. Juli 2022 (Basel, St. Jakob-Park, 34.133 Z.) |   |             |           |
| Frankreich                                       | – | Niederlande | 5:2 (1:2) |

Beim Auftaktmatch gegen die Titelverteidigerinnen gerieten die Bleues von Beginn an stark unter Druck, überstanden diese Phase mit ihrer relativ uneingespielten Innenverteidigung – Mbock wurde aufgrund muskulärer Probleme durch Sombath ersetzt, zudem gab der Trainer auf der Sechs der jungen Jean-François den Vorzug vor Toletti – aber unbeschadet. Erst ab Mitte der ersten Hälfte kamen sie zunehmend zu eigenen Offensivaktionen und nach einem Doppelschlag (Katoto in der 36., Baltimore in der 39. Minute) dominierten sie die Partie sogar weitgehend. Die französische Überlegenheit setzte sich in der zweiten Halbzeit lange fort, wozu auch eine überraschende Zweikampfschwäche und Passungenauigkeiten der Engländerinnen beitrugen. Frankreich versäumte allerdings, den Vorsprung auszubauen, so dass sich der Spielverlauf spätestens nach Walshs Anschlußtreffer (87. Minute) erneut drehte. Mit einer konzentrierten Abwehrarbeit gelang es den Französinnen, das Resultat über die Zeit zu bringen, womit sie bei diesem Turnier die einzigen waren, die den alten und neuen Europameister besiegen konnten.
Für das zweite Spiel hatte Bonadei die Startelf auf sieben Positionen neu besetzt und dabei mit N’Dongala, Sombath, Samoura und Bacha eine Viererkette aufgestellt, die sehr jung und im Zusammenwirken vollkommen ungeübt war. Nachdem er für die letzte halbe Stunde auch noch Bacha durch Bogaert ersetzte, betrug das Durchschnittsalter der defensiven Feldspielerinnen lediglich noch etwas über 21 Jahre. Dennoch nahmen die Bleues das Heft von Anfang an in die Hand, gingen früh in Führung (Matéo, 8. Minute) – und kassierten kurz danach den Ausgleich durch Fishlock, bei dem die Abwehr unsouverän wirkte. Erst in der Nachspielzeit der ersten Hälfte brachte Diani mit einem fast missglückten Foulelfmeter die Französinnen wieder in Führung. Nach dem Seitenwechsel dominierten sie erneut und bauten ihre Führung zeitig aus (Majri und Geyoro, 53. beziehungsweise 63. Minute), die danach nicht mehr ernsthaft in Gefahr geriet. Anschließend zog sportschau.de das Fazit: „Frankreich kann auf eine starke Offensive bauen, muss in der Defensive aber etwas nachjustieren.“
Mit dem 4:1 im Rücken konnte der Nationalcoach es sich erlauben, neben Katoto und Baltimore mit Gago auch noch eine relativ unerfahrene Angreiferin einzuwechseln. Durch seine Personalentscheidungen in dieser Partie hatte er bereits 20 Spielerinnen zu einem EM-Einsatz verholfen; lediglich die Teamkapitänin Mbock Bathy, die offenbar immer noch nicht völlig beschwerdefrei war, sowie die beiden Ersatztorhüterinnen Picaud und Lerond warteten noch darauf, berücksichtigt zu werden.
| Peyraud-Magnin De Almeida (N’Dongala) Samoura Sombath Bacha Jean-François (Toletti) Karchaoui Geyoro Cascarino (Diani) Katoto Baltimore (Matéo) Elf der Gruppenspiele |

Die abschließende Partie begann der Trainer weitgehend mit der Startelf des England-Spiels, brachte lediglich Samoura für Lakrar und Toletti für Geyoro. Für den Gruppensieg benötigten seine Frauen nur noch ein Unentschieden, und um auszuscheiden, hätten sie mit drei Toren Differenz gegen die Niederländerinnen verlieren müssen. Tatsächlich traten die Oranjes in der ersten Halbzeit aktiv und bissig auf. Der erste Treffer gelang allerdings nach 22 Minuten Toletti, die an diesem Tag ihren 30. Geburtstag beging und die französische Spielführerbinde trug. Danach dominierte der Gegner die Partie, glich schnell durch Pelova aus (26.) und lag nach einem Eigentor von Bacha (41. Minute) zur Pause verdient in Front, weil Frankreichs Defensive vor allem „körperliche Nachteile bei Standards und Probleme in Sachen Giftigkeit“ an den Tag legte.
Beide Teams kehrten personell unverändert, aber mit völlig anderer Einstellung und Spielanlage aus den Kabinen zurück: Jetzt waren es die Bleues, die erfolgreiches Forechecking betrieben und ihre Angriffe sehr viel variabler vortrugen, während sie in der ersten Halbzeit nahezu ausschließlich über die linke Seite gekommen waren. Die Niederlande hingegen wirkten nur noch passiv. Und es begannen die 15 Gala-Minuten der „wie entfesselt auftretenden Delphine Cascarino“, die anschließend auch zur Spielerin des Spiels gekürt wurde. Vergab sie zunächst freistehend noch eine Großchance (52. Minute), bediente sie kurz darauf Katoto mit einem präzisen Pass zum Ausgleich (61.) und schoss anschließend selbst zwei unhaltbare Tore (64. und 67.). Die französische Abwehr verbrachte eine geruhsame zweite Hälfte, während die Offensive – Matéo und Baltimore scheiterten nur knapp (78./80.) – nicht nachließ, um die Führung weiter auszubauen. Dies gelang in der Nachspielzeit, als Karchaoui nach einem Foul an der eingewechselten N’Dongala den Strafstoß souverän verwandelte und so den 5:2-Endstand in einem Duell herstellte, das der Kicker als „eines der besten der jüngeren Geschichte“, „Dauerwerbesendung für den Frauenfußball“ und „Warnung fürs DFB-Team“ lobte.
Fazit nach der Vorrunde: Frankreich wies seit Jahresbeginn eine Serie von elf Siegen in ebenso vielen Spielen auf, hat dabei die letzten beiden Europameisterinnen besiegt, die EM-Gruppenphase erst zum zweiten Mal nach 2013 mit maximalen neun Punkten abgeschlossen und darin bereits elf Tore geschossen – so viele wie noch nie bei einer EM, und mehr Treffer erzielten in der Schweiz nur die Spanierinnen. Die Tore der Bleues verteilten sich auf neun Spielerinnen; die Offensive war das Glanzstück, unabhängig davon, in welcher Zusammensetzung sie auf dem Platz stand. Die Mannschaft ließ sich auch durch Rückstände (in der Vorbereitung gegen Brasilien und im Gruppenspiel gegen die Niederlande) oder vorübergehende Rückschläge (Wales’ Ausgleichstreffer) nicht von ihrer Linie abbringen. Einen gewissen Schwachpunkt stellte die neu formierte Defensivreihe dar, wenngleich der Kicker mit Samoura und Bacha als einzige Französinnen zwei Abwehrspielerinnen in seine Elf der Vorrunde aufnahm. Zudem blieb die Frage, wann und wie die eigentliche Abwehrchefin Mbock Bathy sich im Falle ihres Einsatzes darin einfügt. Torfrau Peyraud-Magnin war solide, zeigte starke Reflexe auf der Linie, aber Unsicherheiten in der Strafraumbeherrschung.

### Viertelfinale
Gegen die in der Gruppe C zweitplatzierten deutschen Frauen hat Frankreich eine negative Bilanz mit nur sechs Siegen, vier Unentschieden, aber 13 Niederlagen. Die letzten beiden Aufeinandertreffen im Halbfinale eines europäischen Turniers endeten jeweils 2:1, wobei sich Deutschland bei der EM 2022, Frankreich in den Final Four der Nations League 2023/24 mit diesem Ergebnis durchsetzte. Im Übrigen treffen die beiden Frauschaften drei Monate nach dieser EM in der Nations-League-Vorschlussrunde 2025 zwei weitere Male aufeinander.
| 19. Juli 2025 (Basel, St. Jakob-Park, 34.128 Z.) |   |             |                                 |
| Frankreich                                       | – | Deutschland | 1:1 n. V. (1:1, 1:1), 5:6 i. E. |

Nach einer Viertelstunde sah es danach aus, als wenn die Französinnen – bei denen Bonadei der erfahrenen Innenverteidigung aus Mbock und Lakrar sowie in der Offensive Diani vor Baltimore den Vorzug gegeben hatte – das Spiel auf ihre Seite ziehen könnten: Geyoro erzielte den Führungstreffer und die Deutschen waren nach einer Tätlichkeit (Haarereißen) von Hendrich nur noch zu zehnt. Fünf Minuten später mussten sie mit Linder auch noch eine weitere Abwehrspielerin auswechseln. Aber kurz danach fiel der Ausgleich im Anschluss an einen schlecht verteidigten Eckball. Im Anschluss wusste Frankreich die zahlenmäßige Überlegenheit und eine deutlich höhere Ballbesitzquote von 74 % nicht zu nutzen, auch, weil ihre Gegnerinnen enorm konzentriert verteidigten, damit den französischen Spielfluss immer wieder unterbrachen und es den Bleues an Schnelligkeit und überraschenden Ideen mangelte. Die außerordentliche Intensität dieser Partie schlug sich auch in einer sehr hohen Zahl von Fouls nieder: Über 50 mal entschied Schiedsrichterin Tess Olofsson auf Freistoß, in der Mehrzahl gegen die Deutschen, und verteilte insgesamt sechs Gelbe Karten. Einem per Hacke erzielten Tor von Cascarino (40. Minute) verweigerte Olofsson wegen hauchdünner Abseitsstellung zurecht die Anerkennung, so dass es mit 1:1 in die Pause ging.
Obwohl das Spiel ganz überwiegend nur noch Richtung deutsches Tor lief, hatte dieser Spielstand auch nach 90 Minuten Bestand. Zu oft hatten die französischen Offensivkräfte vor allem auf den Außenbahnen gegen die deutsche Abwehr, die sich intensiv und mit allen Mitteln wehrte, das Nachsehen; und wenn trotzdem mal ein Ball auf das Tor kam, war Berger zur Stelle. Insbesondere ihr Reflex, mit dem sie im Rückwärtssprung die „Bogenlampe“ einer Mitspielerin noch aus dem Torwinkel fischte – Le Monde nannte dies eine „heroische Rettungsaktion“ –, blieb im Gedächtnis. Als dann doch ein Ball den Weg an der Torfrau vorbei fand (Geyoro, 57. Minute), griff erneut der Video-Assistent ein, und auch dieser Treffer wurde zurückgenommen. Andererseits verhinderte auf der Gegenseite Peyraud-Magnin die Führung der DFB-Frauen, als sie einen Foulelfmeter (Nüsken, 69.) abwehrte. In der erforderlichen Verlängerung traf Malard mit einem Distanzschuss den Querbalken (120.), aber ein Treffer fiel nicht mehr.
Im folgenden Elfmeterschießen scheiterten die eingewechselten Majri als erste und Sombath als siebte Schützin an Berger, während Frankreichs Torhüterin nur den Schuss von Däbritz abzuwehren vermochte. Somit blieben die Bleues gegen die Deutschen bei einem großen Turnier weiterhin sieglos – Libération schrieb von einer „noch herberen Niederlage als die vorangehenden“ – und mussten ein weiteres Mal bereits nach dem Viertelfinale abreisen. In der Anfang August veröffentlichten Weltrangliste kletterten die Bleues allerdings um vier Positionen auf Platz sechs. 
Der Kicker wählte für seine Elf der EM mit Bacha und Karchaoui auch zwei Französinnen aus. Hingegen berief die technische Kommission der UEFA in ihre Mannschaft des Turniers keine Französin, sondern ausschließlich Spielerinnen der Halbfinalisten.